# Maite Zugarrondo
Maite Zugarrondo Etxeberria (Pamplona, 4 de mayo de 1989) es una jugadora española de balonmano del equipo nacional español y del Bera Bera.

## Trayectoria profesional
Hizo estudios de enfermería, pero no llegó a ejercer, ya que lo que empezó siendo como una actividad extraescolar terminó siendo su profesión.
Empezó en el Anaitasuna de Pamplona, para pasar el Itxako donde ganó títulos nacionales, así como en las competiciones europea como la Champions.
Jugó en el Club Balonmano Alcobendas de 2012 a 2014. De allí fue fichada como portera por el Bera Bera de San Sebastián con el que ganó cuatro de las cinco ligas en las que estuvo. A principios de la temporada 2017/2018 padeció una pericarditis.
Debido a las dificultades para conciliar la vida laboral y familiar, a finales de la temporada 2018-2019 anunció su retirada de la alta competición y se despidió del Bera Bera. Su último partido lo jugó contra el Alcobendas.
En Pamplona, su ciudad natal, entrenará al equipo de balonmano de Maristas, lo que le permitirá seguir vinculada al deporte y conciliar la vida familiar y laboral.

## Vida familiar
La situación familiar que vivía un hermano la llevó a hacerse cargo de las dos hijas de este. Tras intentar compaginar su vida profesional y familiar, en mayo de 2019, saltó a los medios de nuevo por la decisión de retirarse del balonmano de alta competición para instalarse en Pamplona y poder cuidar mejor de sus sobrinas, que tenía en acogida desde hacía dos años.

## Palmarés
- Liga española: 2008/09, 2009/10, 2010/11, 2014/15, 2015/16, 2017/18 2018/19.[7]
- Copa de la Reina de Balonmano: 2010, 2011, 2012, 2016, 2019.[8]